# 巴农奶酪
巴农奶酪（法語：banon）是一種法國的小型軟質芝士，生产于法國普罗旺斯北部的城镇巴农。巴农奶酪外部用栗子葉包裹，並用酒椰葉扎好。芝士的外層會隨成熟時間的加長漸成藍成，芝士肉則為白色。巴农奶酪散發著微弱的乳酸味，味道亦帶一點酸。